# Anagrus stethynioides
Anagrus stethynioides är en stekelart som beskrevs av Triapitsyn 2002. Anagrus stethynioides ingår i släktet Anagrus och familjen dvärgsteklar. Inga underarter finns listade i Catalogue of Life.